# The Brave (Fernsehserie)
The Brave (deutsch Die Mutigen, Entwicklungs- und Bestelltitel For God and Country)  ist eine US-amerikanische Fernsehserie. Sie wurde vom Sender NBC ab 25. September 2017 ausgestrahlt und umfasst eine Staffel mit 13 Folgen, da der ausstrahlende Sender beschloss, die Serie darüber hinaus nicht fortzusetzen.

## Inhalt
Dreh- und Angelpunkt der Serie sind eine militärische US-amerikanische Spezialeinheit und deren Anti-Terror-Einsätze im feindlichen Hinterland. Zu ihren Aufgaben zählen neben dem Eliminieren von Terroristen auch die Befreiung US-amerikanischer Geiseln.

## Besetzung
- Anne Heche als Patricia Campbell
- Mike Vogel als Captain Adam „Top“ Dalton
- Tate Ellington als Noah Morgenthau
- Demetrius Grosse als CPO Ezekiel „Preach“ Carter
- Natacha Karam als Sergeant Jasmine „Jaz“ Khan
- Noah Mills als Sergeant Joseph J. „McG“ McGuire
- Sofia Pernas als Hannah Rivera
- Hadi Tabbal als Agent Amir Al-Raisani